# Minnesota State Highway 220
Pour les articles homonymes, voir Route 220.
 (novembre 2023).
La mise en forme du texte ne suit pas les recommandations de Wikipédia : il faut le « wikifier ».
Les points d'amélioration suivants sont les cas les plus fréquents :
- Les titres sont pré-formatés par le logiciel. Ils ne sont ni en capitales, ni en gras.
- Le texte ne doit pas être écrit en capitales (les noms de famille non plus), ni en gras, ni en italique, ni en « petit »…
- Le gras n'est utilisé que pour surligner le titre de l'article dans l'introduction, une seule fois.
- L'italique est rarement utilisé : mots en langue étrangère, titres d'œuvres, noms de bateaux, etc.
- Les citations ne sont pas en italique mais en corps de texte normal. Elles sont entourées par des guillemets français : « et ».
- Les listes à puces sont à éviter, des paragraphes rédigés étant largement préférés. Les tableaux sont à réserver à la présentation de données structurées (résultats, etc.).
- Les appels de note de bas de page (petits chiffres en exposant, introduits par l'outil «  Source ») sont à placer entre la fin de phrase et le point final[comme ça].
- Les liens internes (vers d'autres articles de Wikipédia) sont à choisir avec parcimonie. Créez des liens vers des articles approfondissant le sujet. Les termes génériques sans rapport avec le sujet sont à éviter, ainsi que les répétitions de liens vers un même terme.
- Les liens externes sont à placer uniquement dans une section « Liens externes », à la fin de l'article. Ces liens sont à choisir avec parcimonie suivant les règles définies. Si un lien sert de source à l'article, son insertion dans le texte est à faire par les notes de bas de page.
- La présentation des références doit suivre les conventions bibliographiques. Il est recommandé d'utiliser les modèles {{Ouvrage}}, {{Chapitre}}, {{Article}}, {{Lien web}} et/ou {{Bibliographie}}. Le mode d'édition visuel peut mettre en forme automatiquement les références.
- Insérer une infobox (cadre d'informations à droite) n'est pas obligatoire pour parachever la mise en page.

Pour une aide détaillée, merci de consulter Aide:Wikification.
Si vous pensez que ces points ont été résolus, vous pouvez retirer ce bandeau et améliorer la mise en forme d'un autre article.
La Minnesota State Highway 220 ( MN 220 ) est une autoroute régionale dans le nord-ouest du Minnesota. Elle part de son intersection avec l'US Highway 75 à Climax et continue vers le nord jusqu'à son terminus nord à l'intersection avec la MN 11 près de Drayton, dans le Dakota du Nord . L'itinéraire longe la rivière Rouge, et mesure 126,391 kilomètres (78,536 mi)
Sur une partie de son parcours (6,5 kilomètres (4 mi), la MN 220 rejoint la US Highway 2 dans la ville d' East Grand Forks .

## Descriptif de l'itinéraire
L'autoroute NM-220 sert de route nord – sud dans le nord-ouest du Minnesota entre Climax, East Grand Forks, Alvarado, Oslo et Robbin .
La jonction de l'autoroute 220 et de l'US Highway 2 se situe près de la zone de loisirs de l'État de Red River située dans la ville d' East Grand Forks.
L'autoroute 220 est parallèle à l'Interstate 29 tout le long de son parcours.
L'itinéraire est légalement défini comme la Route 220 dans les Registres du Minnesota.

## Histoire
L'autoroute 220 a reçu ses autorisations le 1er juillet 1949. Il croisait à l'origine l'US 75 près d'Eldred et suivait l'actuelle County State-Aid Highway 45 jusqu'à son itinéraire actuel. Elle a été plus tard continuée vers le sud pour croiser l'US 75 à Climax à la fin des années 1950.
La route était entièrement bitumée en 1970.

## Grandes intersections
| Comté    | Commune             | km                                                    | mi     | Destinations                                                  | Notes                                      |
| -------- | ------------------- | ----------------------------------------------------- | ------ | ------------------------------------------------------------- | ------------------------------------------ |
| Polk     | Climax              | 0.000                                                 | 0.000  | US 75 (Main Avenue N) - Moorhead, Crookston                   | Extrémité sud                              |
| Polk     | Huntsville Township | 38.302                                                | 23.800 | US 2 est - Crookston                                          | Extrémité est de la US 2                   |
| Polk     | Huntsville Township | US 2 Bus. ouest (Gateway Drive NW) - East Grand Forks |        |                                                               |                                            |
| Polk     | East Grand Forks    | 43.840                                                | 27.241 | US 2 ouest (Gateway Drive NW) - Grand Forks                   | Extrémité Ouest de la US 2                 |
| Marshall | Alvarado            | 74.141                                                | 46.069 | MN 1 est - Warren                                             | Extrémité est de la NM 1                   |
| Marshall | Oak Park Township   | 82.189                                                | 51.070 | MN 1 ouest - Oslo                                             | Extrémité ouest de la NM 1                 |
| Marshall | Fork Township       | 106.518                                               | 66.187 | MN 317 ouest - Grafton                                        | Terminus est de la MN 317                  |
| Kittson  | Teien Township      | 124.180                                               | 77.162 | MN 11 - Donaldson, RobbinCSAH 7 nord (160th Avenue) - Hallock | Terminus nord ; continue comme CSAH 7 nord |
|          |                     |                                                       |        |                                                               |                                            |

1. 1 2  « Trunk Highway Log Point Listing - Construction District 2 » [archive du 4 décembre 2008] [PDF], Minnesota Department of Transportation, 23 août 2010 (consulté le 11 décembre 2010)
2. ↑  Chapter 663-H.F. No. 1792, Earl L. Berg, Commissioner of Administration, 1177–1185 p.
3. ↑  « 161.115, Additional Trunk Highways », Minnesota Statutes, Office of the Revisor of Statutes, State of Minnesota, 2010 (consulté le 11 décembre 2010)
4. ↑  « Trunk Highway Log Point Listing - Construction District 2 » [archive du 4 décembre 2008] [PDF], Minnesota Department of Transportation, 23 août 2010 (consulté le 11 décembre 2010)